# Ancourt
Ancourt é uma comuna francesa na região administrativa da Normandia, no departamento de Sena Marítimo. Estende-se por uma área de 12,42 km². Em 2010 a comuna tinha 652 habitantes (densidade: 52,5 hab./km²).